# Elizabeth River (Virginia)
Elizabeth River er en kort tidevandsflod som udgør den ene arm af Hampton Roads i den sydlige del af Chesapeake Bay i det sydøstlige Virginia i USA. Den ligger ved byerne Portsmouth og Norfolk. Flodmundingen huser betydelige militære og kommercielle havnefaciliteter for de to byer.
Den længste arm af flodmundingen er ca. 8 km lang og 3,2 km bred ved mundingen. Den dannes i sid sydlige ende af 3 flodmundinger østfra nær mundingen.
Floden blev navngivet af kolonisterne i Jamestown i begyndelsen af det 17. århundrede efter prinsesse Elizabeth Stuart, datter af kong James 1. af England og søster til den senere konge Karl 1. af England.
Køretøjer krydser floden ad Downtown Tunnel og Midtown Tunnel.

## Eksterne links
- Elizabeth River Project Arkiveret 6. februar 2006 hos  Wayback Machine
- Norfolk Historical Society: Elizabeth River Arkiveret 11. maj 2008 hos  Wayback Machine

36°55′30″N 76°20′37″V / 36.925°N 76.343611111111°V